# Lijst van coaches van Montenegrijns voetbalelftal (mannen)
Dit is een lijst van bondscoaches van het Montenegrijns voetbalelftal mannen.

## Bondscoaches
| Naam               | Land van herkomst     | Begin periode    | Einde periode    | Prijzen | Opmerkingen/Wijze van vertrek                           |
| ------------------ | --------------------- | ---------------- | ---------------- | ------- | ------------------------------------------------------- |
| Zoran Filipovic    | Montenegro            | 1 februari 2007  | 29 december 2009 |         | Contract niet verlengd, Zlatko Kranjcar vervangt hem    |
| Zlatko Kranjcar    | Kroatië               | 5 februari 2010  | 8 september 2011 |         | Ontslagen, Branko Brnovic vervangt hem                  |
| Branko Brnovic     | Montenegro            | 8 september 2011 | 18 januari 2016  |         | Contract niet verlengd, Ljubiša Tumbaković vervangt hem |
| Ljubiša Tumbaković | Servië                | 19 januari 2016  | 8 juni 2019      |         | Ontslagen, Faruk Hadzibegic vervangt hem                |
| Faruk Hadzibegic   | Bosnië en Herzegovina | 25 juli 2019     | 28 december 2020 |         | Ontslagen, Miodrag Radulovic vervangt hem               |
| Miodrag Radulovic  | Montenegro            | 29 december 2020 | 8 december 2023  |         | Ontslag genomen, Robert Prosinecki vervangt hem         |
| Robert Prosinecki  | Kroatië               | 4 februari 2024  |                  |         |                                                         |

FSCG · A-internationals · Bondscoaches · Statistieken · Montenegrijns vrouwenelftal · Montenegro U21 · Montenegro U20 · Montenegro U19 · Montenegro U17 · Servië en Montenegro U19 · Servië en Montenegro U17
2003 – 2006** · 
2007 – 2009 · 
2010 – 2019 ·
2020 − 2029
EK 2008 · 
EK 2012 · 
EK 2016
WK 2006** · 
WK 2010 · 
WK 2014 · 
WK 2018
OS 2004** · 
OS 2008 · 
OS 2012 · 
OS 2016
2007 · 
2008 · 
2009 · 
2010 · 
2011 · 
2012 · 
2013 · 
2014 · 
2015 · 
2016 · 
2017 ·
2018 ·
2019 ·
2020 ·
2021 ·
2022 ·
2023
Albanië ·
Armenië ·
Azerbeidzjan ·
België · 
Bosnië en Herzegovina ·
Bulgarije ·
Colombia ·
Cyprus ·
Denemarken · 
Engeland ·
Estland ·
Finland ·
Georgië ·
Ghana ·
Gibraltar ·
Griekenland ·
Hongarije ·
Ierland ·
IJsland ·
Iran · 
Israël ·
Italië ·
Japan ·
Kazachstan ·
Kosovo ·
Letland ·
Libanon ·
Liechtenstein ·
Litouwen ·
Luxemburg ·
Moldavië ·
Nederland ·
Noord-Ierland ·
Noord-Macedonië ·
Noorwegen ·
Oekraïne ·
Oezbekistan ·
Oostenrijk ·
Polen ·
Roemenië ·
Rusland · 
San Marino ·
Servië ·
Slovenië ·
Slowakije ·
Tsjechië ·
Turkije ·
Wales ·
Wit-Rusland ·
Zweden ·
Zwitserland
Argentinië (2006) · 
Ivoorkust (2006) · 
Nederland (2006)
** - Onder de naam Servië en Montenegro